# AJ Styles
Allen Neal Jones (ur. 2 czerwca 1977 w Jacksonville w Karolinie Północnej) – amerykański wrestler, obecnie występujący w federacji WWE w brandzie SmackDown pod pseudonimem ringowym AJ Styles.
Styles jest najbardziej znany z występów w federacji Total Nonstop Action Wrestling (TNA) od 2002 do 2013, za co przyznano mu przydomek „Mr. TNA”. W tejże federacji trzy razy zdobył NWA World Heavyweight Championship, a także był dwukrotnym TNA World Heavyweight Championem. Był również pierwszym i sześciokrotnym TNA X Division Championem. Styles jest też pięciokrotnym zdobywcą TNA Triple Crown Championship oraz trzykrotnym TNA Grand Slam Championem. W 2010 stał się pierwszym w historii TNA zdobywcą pierwszego miejsca rankingu PWI 500 prowadzonego przez magazyn Pro Wrestling Illustrated. W międzyczasie występował dla Ring of Honor (ROH) od 2002 do 2006, gdzie zdobył ROH World Tag Team Championship (z Amazing Redem) i ROH Pure Championship. W 2014 podpisał kontrakt z New Japan Pro-Wrestling (NJPW) i zdobył IWGP Heavyweight Championship w jego pierwszej walce dla federacji, po czym stał się liderem grupy Bullet Club. Po opuszczeniu TNA występował w wielu federacjach niezależnych.
Styles pojawił się w WWE (znanym wtedy jako World Wrestling Federation, WWF) w 2002, lecz odmówił podpisania kontraktu rozwojowego z promocją. Powrócił do federacji w styczniu 2016, gdzie zadebiutował na gali Royal Rumble i jeszcze tego samego roku zdobył WWE World Championship. Został wybrany Zawodnikiem Roku 2016 przez magazyn Pro Wrestling Illustrated.

## Wczesne życie
Jones urodził się w Marine Corps Base Camp Lejeune w Karolinie Północnej. Wychowywał się w biedocie, miał ojca alkoholika. Uczęszczał do Johnson High School w Gainesville w Georgii i ukończył szkołę w 1996. Rzucił studia na Anderson University (na które dostał się dzięki stypendium przyznane mu za osiągnięcia w zapasach), aby spróbować swoich sił w wrestlingu. Dołączył do szkółki wrestlerskiej, w której trenowali również jego znajomi. Aby opłacić treningi w szkółce zarabiał jako kierowca karetki, a także dorabiał kosząc trawniki sąsiadów.

## Kariera wrestlera

### Początki kariery
Jones trenował pod okiem Ricka Michaelsa w szkółce należącej do National Championship Wrestling (NCW). Zadebiutował w 1998 roku jako Mr. Olympia. Jego pierwszą walką było przegrane starcie singlowe z Michaelem Brooksem. W sierpniu 1999 zdobył NCW Television Championship, zaś w grudniu zmienił pseudonim ringowy na A.J. Styles.
W latach 1999–2001 Styles występował w wielu federacjach niezależnych. W 2001 wziął udział w turnieju King of Indies, organizowanym przez All Pro Wrestling; przegrał walkę ćwierćfinałową z Christopherem Danielsem. 13 listopada 2001 zadebiutował w X Wrestling Federation. Otrzymał szansę zdobycia XWF Cruiserweight Championship, lecz ostatecznie nie udało mu się wygrać Battle Royalu o tytuł. 22 grudnia 2001 zdobył NWA Georgia Championship, pokonując Ricka Michaelsa.
24 lutego 2002 Styles zadebiutował w australijskiej federacji World Wrestling All-Stars (WWA) – przegrał Six-Way Cruiserweight Survival Elimination match na gali WWA:The Revolution. W kwietniu wziął udział w turnieju o WWA International Cruiserweight Championship i ostatecznie wygrał tytuł, pokonując Jerry’ego Lynna w finale. Niedługo później Styles zrzekł się mistrzostwa.
2 marca 2002 Styles dołączył do szóstego dorocznego turnieju Super 8, organizowanego przez East Coast Wrestling Association. Doszedł do finału, lecz został w nim pokonany przez Donovana Morgana. W czerwcu zadebiutował w Game Changer Wrestling, biorąc udział w turnieju Jersey J-Cup; został z niego wyeliminowany po przegranej w półfinale. W październiku Styles wybrał się do Wielkiej Brytanii, gdzie kilkukrotnie zawalczył dla federacji Frontier Wrestling Alliance. Otrzymał szansę zdobycia miana pretendenckiego do FWA British Heavyweight Championship, lecz nie zdołał wygrać trzyosobowej walki z Jerrym Lynnem i Dougiem Williamsem. W listopadzie zadebiutował w IWA: Mid-South, dołączając do turnieju Ted Petty Invitational. Odpadł już w pierwszej rundzie, po przegranej z Christopherem Danielsem.

### World Championship Wrestling
We wczesnym 2001 World Championship Wrestling (WCW) zaoferowało kontrakt Stylesowi i jemu znajomemu z NWA Wildside – Parisowi. AJ Styles (którego pseudonim ringowy zmieniono na „Air Styles”) i Paris stali się tag teamem „Air Raid”. Charakterystyczne dla drużyny były skafandry przeciwprzeciążeniowe, które na wzór prawdziwych pilotów nosili jej członkowie. Air Raid trzykrotnie pojawiło się na Thunder. 5 marca drużyna dołączyła do turnieju o nowo utworzone WCW Cruiserweight Tag Team Championship. Odpadli w pierwszej rundzie, po przegranej z późniejszymi zwycięzcami turnieju – Elixem Skipperem i Kidem Romeo.

### Występy w World Wrestling Federation
Styles dwukrotnie pojawił się w programach World Wrestling Federation (WWF) w styczniu 2002. 26 stycznia przegrał pojedynek z The Hurricanem na tygodniówce Jakked, a 27 stycznia został pokonany przez Rika Constantina w dark matchu przed SmackDown. W lipcu WWF zaoferowało Stylesowi kontrakt rozwojowy, który wymagałby od niego przeprowadzki do Cincinnati w Ohio, gdzie znajdowała się ówczesna rozwojówka WWF – Heartland Wrestling Association (HWA). Styles odmówił podpisania go ze względu na plany studiów swojej żony.

### Ring of Honor

#### Wczesne lata (2002–2004)

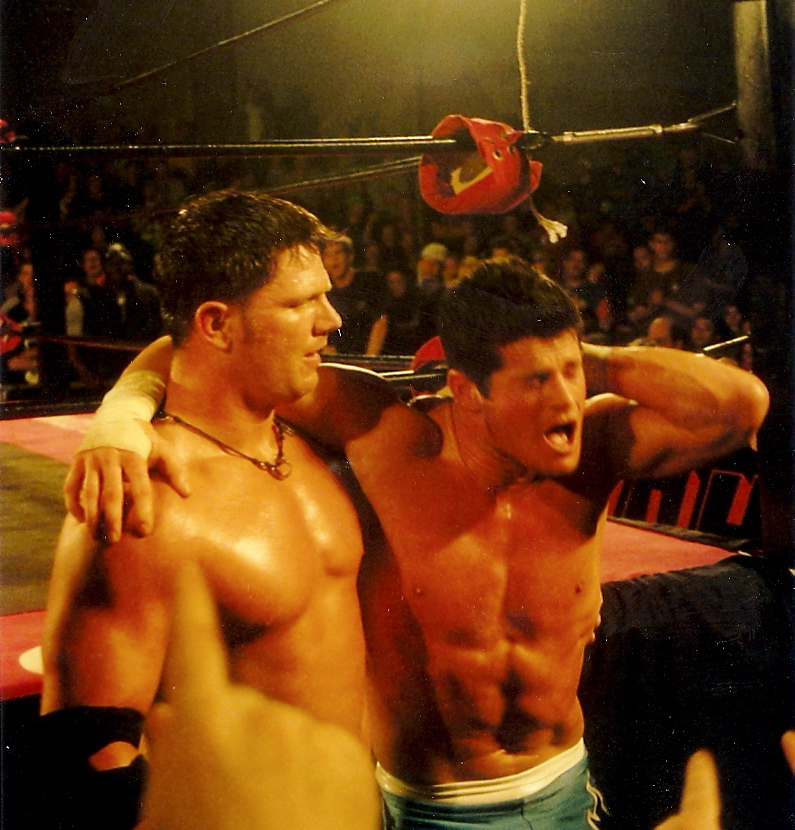
Styles i Matt Sydal podczas eventu ROH w 2006

Styles zadebiutował w Ring of Honor (ROH) w 2002, podczas trzeciego eventu zorganizowanego przez federację – Night Of Appreciation. Szybko stał się main eventerem; na gali Honor Invades Boston zawalczył z Low Kim o ROH World Championship, lecz nie zdołał pokonać mistrza. Po przegranej stał się pierwszym posiadaczem „Number One Contender's Trophy” – trofeum uznawanego wówczas za drugorzędne mistrzostwo ROH. Na One Year Anniversary Show w lutym 2003, Styles zawalczył w 3-Way matchu z Low Kim i Paulem Londonem, który ostatecznie wygrał London. Tuż po tym samodzielnie pokonał The Backseat Boyz (Johnny’ego Kashmere’a i Trenta Acida), The S.A.T. (Jose i Joela Maximo) oraz The Carnage Crew (HC Loca i Tony’ego DeVito), zdobywając miano pretendenckie do ROH Tag Team Championship. Styles wybrał Amazing Reda jako swojego tag team partnera i wraz z nim pokonał The Prophecy (Christophera Danielsa i Xaviera) w walce o mistrzostwo. Styles rozpoczął rywalizację z Paulem Londonem, ich walka na Night of the Grudges zakończyła się remisem. Styles i Red pokonali Briscoe Brothers (Jaya i Marka Briscoe) trzykrotnie, po czym przegrali starcie z The Prophecy. Na Wrath of the Racket Daniels i Dan Maff spowodowali kontuzję Amazing Reda. Nowym partnerem Stylesa stał się Homicide. Pomimo że Styles i Homicide zdołali pokonać The Prophecy, Styles zwakował tytuł.
Po zakończeniu panowania jako ROH Tag Team Champion, Styles wziął pod opiekę Jimmy’ego Rave’a i obrał ROH World Championship za swój nowy cel. Na Main Event Spectacles pokonał Bryana Danielsona w walce o miano pretendenckie do tytułu. Styles zmierzył się o mistrzostwo z Samoa Joem na War of the Wire, lecz nie zdołał odebrać mu tytułu. Wziął udział w turnieju o nowo utworzone ROH Pure Wrestling Championship na Second Anniversary Show i pokonał CM Punka w jego finale, stając się pierwszym w historii posiadaczem mistrzostwa. 13 marca 2004 Styles pokonał Punka w walce rewanżowej z sędzią specjalnym Rickym Steamboatem na At Our Best. Była to jego ostatnia walka w ROH w 2004, czego powodem było wycofanie przez zarząd TNA wszystkich wrestlerów ich federacji z eventów ROH. Wkrótce ROH zawiesiło tytuł Stylesa.

#### Rywalizacja z Jimmym Rave’em (2005–2006)
Styles powrócił do Ring of Honor na gali Third Anniversary Celebration: Part Two, by zawalczyć z Jimmym Rave’em. Rave oskarżył Stylesa o "kradzież" finishera Rave Clash i przerobienie go na Styles Clash. Ostatecznie Rave wygrał starcie. Styles połączył siły z grupą Generation Next, aby wspólnie rywalizować ze stajnią The Embassy, do której należał Jimmy Rave. Na Glory by Honor IV Styles pokonał Rave’a w pojedynku, którego przegrany miał otrzymać zakaz używania Rave/Styles Clashu w Ring of Honor. Na This Means War pokonał lidera Generation Next – Austina Ariesa. Na gali Vendetta Styles, Aries, Jack Evans i Matt Sydal zostali pokonani przez członków The Embassy – Jimmy’ego Rave’a, Shelleya, Abyssa i Prince’a Nanę.
Po zakończeniu rywalizacji z The Embassy Styles skupił się na zdobywaniu mistrzostw. Na A Night of Tribute zmierzył się z Christopherem Danielsem i Sydalem w wygranym przez Danielsa Triple Threat matchu o miano pretendenckie do ROH World Championship. Na pierwszym evencie ROH w 2006 roku Styles pokonał Sydala, a po walce wrestlerzy postanowili utworzyć tag team i wyzwać na pojedynek posiadaczy ROH Tag Team Championship – Austina Ariesa i Rodericka Stronga. Przed walką o mistrzostwo drużynowe Styles otrzymał szansę zdobycia ROH World Championship, lecz nie zdołał pokonać mistrza Bryana Danielsona. Na Fourth Anniversary Show Styles i Sydal przegrali walkę o ROH Tag Team Championship z Ariesem i Strongiem.
Po okresie nieobecności Styles pojawił się na Death Before Dishonor IV i pokonał Daveya Richardsa. Na Time to Man Up w kwietniu 2006 przegrał pojedynek z Samoa Joem. Była to ostatnia walka Stylesa w ROH do czasu jego powrotu w 2014.

### Total Nonstop Action Wrestling

#### NWA World Heavyweight Champion (2002–2004)
W maju 2002 Styles podpisał specjalny kontrakt z Total Nonstop Action Wrestling (TNA), który pozwalał mu na występy w innych federacjach. 19 czerwca pojawił się na pierwszym evencie TNA w systemie pay-per-view – wraz z Jerrym Lynnem i Low Kim przegrał starcie drużynowe przeciwko The Flying Elvises (Jimmym Yangiem, Jorgem Estradą & Sonnym Siakim). Tydzień później stał się pierwszym w historii posiadaczem TNA X Division Championship, dzięki wygranej w 4-Way Double Elimination matchu z Lynnem, Low Kim i Psicosis. Podczas trzeciego eventu TNA stał się podwójnym mistrzem – wraz z Jerrym Lynnem wygrali w finale turnieju o NWA World Tag Team Championship. Styles obronił tytuły w następnych tygodniach, lecz zaczął sprzeczać się z Lynnem podczas starć drużynowych. 7 sierpnia Styles przegrał X Division Championship na rzecz Low Kiego. Tydzień później walka drużynowa Stylesa i Lynna z Ronem Killingsem i Jeffem Jarrettem zakończyła się remisem, wskutek czego NWA World Tag Team Championship zostało zawieszone. W następnym tygodniu Styles i Lynn zmierzyli się ze sobą w Falls Count Anywhere matchu (wygranym przez Lynna), No Disqualification matchu (wygranym przez Stylesa) i dziesięciominutowym Iron Man matchu, który zakończył się trzypunktowym remisem. 21 sierpnia Styles wziął udział w trzyosobowym Ladder matchu o X Division Championship z Low Kim i Lynnem, lecz nie zdołał go wygrać. 23 października pokonał Syxx-Paca w pojedynku o X Division Championship, zdobywając tytuł po raz drugi. Utracił go dwa tygodnie później, 6 listopada, na rzecz Jerry’ego Lynna. Dwukrotnie otrzymał szansę odzyskania mistrzostwa, lecz ostatecznie nie zdołał pokonać Lynna.
W 2003 Styles skupił się na zdobyciu NWA World Heavyweight Championship. W styczniu został zmuszony do dołączenia do stajni Sports Entertainment Xtreme (S.E.X.) Vince’a Russo. 19 lutego przegrał pojedynek o tytuł z Jeffem Jarrettem. Podczas starcia przeszedł face turn – zaatakował członków S.E.X., kiedy ci próbowali interweniować w walkę.
Styles połączył siły z D’Lo Brownem, lecz ich drużyna szybko się rozpadła. 4 czerwca 2003 Styles pokonał Browna w walce o miano pretendenckie do NWA World Heavyweight Championship. 11 czerwca, dzięki pomocy Vince’a Russo, pokonał Jarretta i Ravena w trzyosobowym starciu o mistrzostwo, stając się nie tylko posiadaczem NWA World Heavyweight Championship, ale także pierwszym TNA Triple Crown Championem. Tytuł utracił na rzecz Jarretta, 22 października 2003. 12 listopada połączył siły ze Stingiem w wygranej walce przeciwko Jarrettowi i Lexowi Lugerowi. 3 grudnia przegrał starcie rewanżowe o NWA World Heavyweight Championship przez interwencję Kida Kasha.
Na początku 2004 Styles rywalizował z Jeffem Jarrettem i Abyssem. 4 lutego, po tym, jak domagał się walki o mistrzostwo z Jarrettem, Styles został zmuszony połączyć siły z Abyssem w starciu drużynowym o NWA World Tag Team Championship z Kevinem Nothcuttem i Legendem. Styles wygrał pojedynek, mimo że Abyss pozostawił go samego w ringu. Dwa tygodnie później Styles pokonał Abyssa w walce o obydwa pasy dzięki interwencji Jeffa Jarretta. Jego zwycięstwo nie zostało jednak uznane – w następnym tygodniu Styles przegrał kolejne starcie z Abyssem, tracąc pasy przez interwencję Lexa Lugera. Pomimo przegranej w pojedynku o miano pretendenckie do NWA Heavyweight Championship z Abyssem, Styles otrzymał szansę zdobycia mistrzostwa i 21 kwietnia pokonał Jarretta w Steel Cage matchu o tytuł. Obronił mistrzostwo w walkach singlowych przeciwko Ronowi Killingsowi, Ravenowi i Chrisowi Harrisowi. 19 maja utracił tytuł na rzecz Killingsa w 4-Way matchu z trzema pretendentami po tym, jak w walkę zainterweniował Jeff Jarrett.

#### X Division Champion (2004–2007)

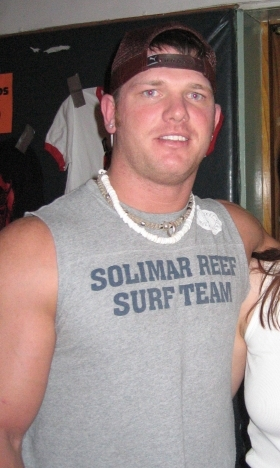
Styles w 2005.

Niedługo później Styles powrócił do X Division i stał się pretendentem do TNA X Division Championship. 9 czerwca 2004 pokonał Frankiego Kazariana w walce o mistrzostwo, stając się trzykrotnym posiadaczem tytułu. W następnych tygodniach obronił mistrzostwo w starciach z Kazarianem i Dallasem. Rozpoczął też rywalizację z Kidem Kashem. 23 czerwca rywale Stylesa przerwali jego pojedynek z Jeffem Hardym. 28 lipca Kash i Dallas zainterweniowali w Ultimate X match o TNA X Division Championship pomiędzy Stylesem, Kazarianem i Michaelem Shane’em. Po ataku na Stylesie, Kazarian i Shane jednocześnie zerwali tytuł, stając się współmistrzami. Styles otrzymał kilka szans na odzyskanie tytułu, lecz nie wygrał żadnej z walk o mistrzostwo. 8 września Styles pokonał Kasha w Tables matchu, kończąc rywalizację. Wkrótce rozpoczął feud z nowym X Division Championem – Peteyem Williamsem. Zmierzył się z nim na Victory Road w listopadzie 2004, lecz nie zdołał odebrać mu tytułu mistrzowskiego.
16 stycznia 2005, na gali Final Resolution, Styles pokonał Williamsa i Chrisa Sabina w Ultimate X matchu o X Division Championship. Rozpoczął rywalizację z Christopherem Danielsem. Zmierzył się z nim w 30-minutowym Iron Man matchu o tytuł. Ich półgodzinna walka zakończyła się remisem, lecz postanowiono ją kontynuować do momentu tzw. nagłej śmierci (ostatecznego przypięcia). Styles zdołał przypiąć przeciwnika i obronić mistrzostwo. 13 marca na Destination X Styles przegrał tytuł mistrzowski na rzecz Danielsa w Ultimate X matchu, w którym udział wzięli także Ron Killings i Elix Skipper.
Na Lockdown w kwietniu 2005 Styles pokonał Abyssa w pojedynku o NWA World Heavyweight Championship. 15 maja na Hard Justice zmierzył się o tytuł z Jeffem Jarrettem i pokonał go, zdobywając mistrzostwo po raz trzeci w karierze. Utracił je miesiąc później na rzecz Ravena po przegranym King of the Mountain matchu na Slammiversary. Styles dołączył do turnieju TNA 2005 Super X Cup Tournament, gwarantującego jego zwycięzcy starcie o X Division Championship. Na Sacrifice przegrał walkę finałową turnieju z Samoa Joem dzięki interwencji X Division Championa Christophera Danielsa. Z powodu nieczystej przegranej reprezentant zarządu TNA Larry Zbyszko postanowił dodać Stylesa do pojedynku o X Division Championship. Na Unbreakable Styles pokonał Danielsa i Joego, stając się pięciokrotnym mistrzem X Division.

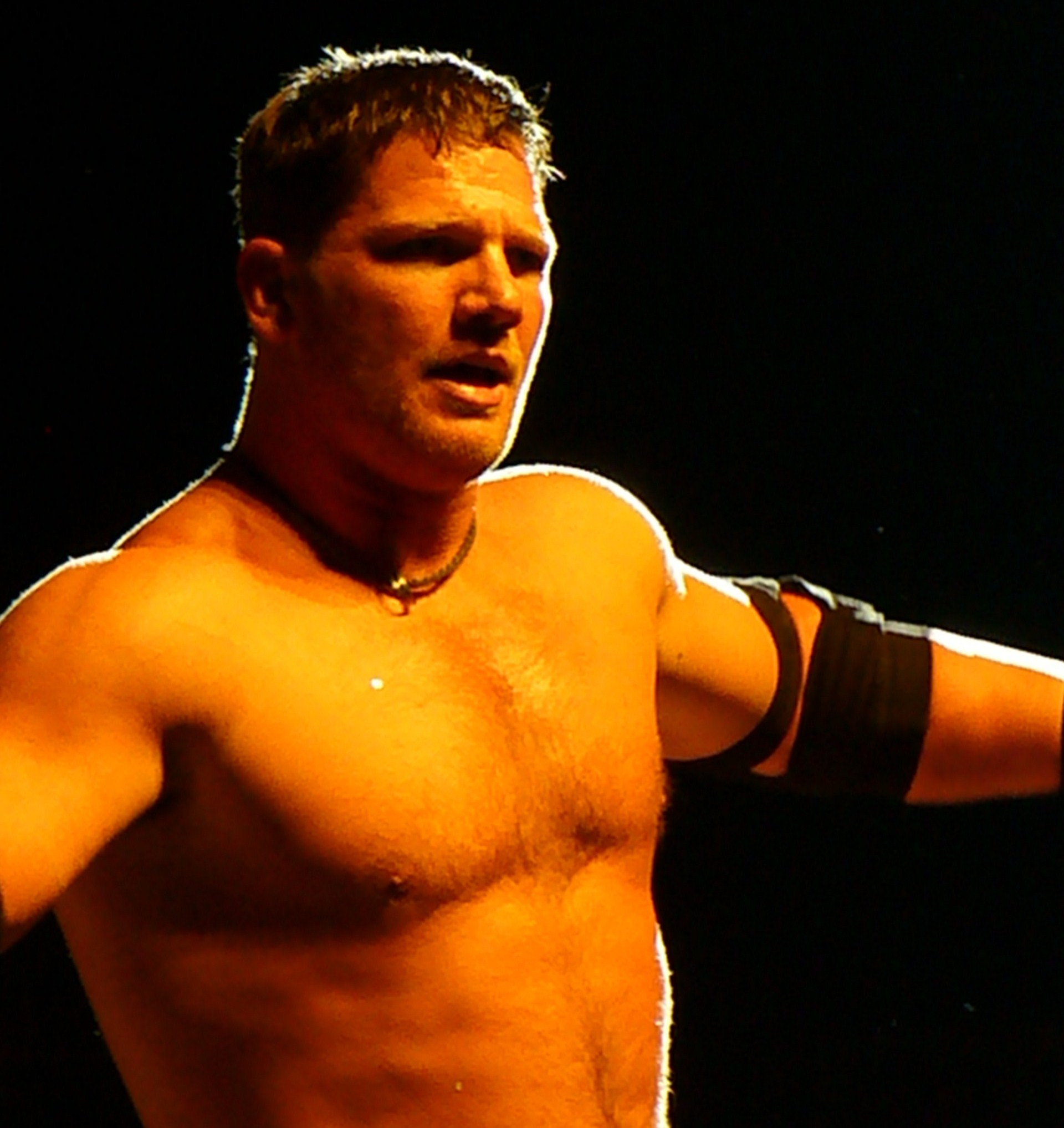
Styles na house showie TNA w 2008.

Na Bound for Glory Styles pokonał Christophera Danielsa w drugim 30-minutowym Iron Man matchu. W następnym miesiącu na Genesis wygrał pojedynek z Peteyem Williamsem. Rozpoczął rywalizację z Samoa Joem i na Turning Point utracił X Division Championship na rzecz rywala. Przed Slammiversary w czerwcu 2006 Styles połączył siły z Danielsem i wraz z nim wyzwał do walki posiadaczy NWA World Tag Team Championship – America’s Most Wanted. Mimo dwóch przegranych starć z mistrzami, Styles i Daniels zdołali pokonać America’s Most Wanted na Slammiversary, odbierając im tytuły. Na Hard Justice Styles i Daniels obronili mistrzostwa w walce z The Latin American Xchange (LAX), lecz utracili je miesiąc później w Border Brawlu z LAX. Odzyskali mistrzostwa w kolejnej walce na No Surrender, po czym ponownie stracili je w Six Sides of Steel matchu z LAX na Bound for Glory.
2 listopada na odcinku Impact! Styles przypiął Chrisa Sabina, wygrywając starcie o X Division Championship i stając się posiadaczem tytułu mistrzowskiego po raz szósty. Walka ta była też ćwierćfinałem turnieju Fight For The Right o miano pretendenckie do NWA World Heavyweight Championship. Styles wygrał też walkę półfinałową, lecz nie zdołał pokonać Abyssa w finale turnieju. 16 listopada Styles utracił mistrzostwo na rzecz Christophera Danielsa. Na Genesis przegrał walkę z Christianem Cage’em; w starcie interweniował Daniels.
Styles rozpoczął rywalizację z Rhino i pokonał go na Turning Point. 21 grudnia Styles i Samoa Joe wygrali starcie drużynowe z Rhino i Kurtem Anglem. Na Final Resolution w styczniu 2007 Styles przegrał Last Man Standing match z Rhino. Nie zdołał też pokonać go w Elevation X matchu miesiąc później na Destination X.

#### Współpraca z Tomko i TNA Front Line (2007–2009)

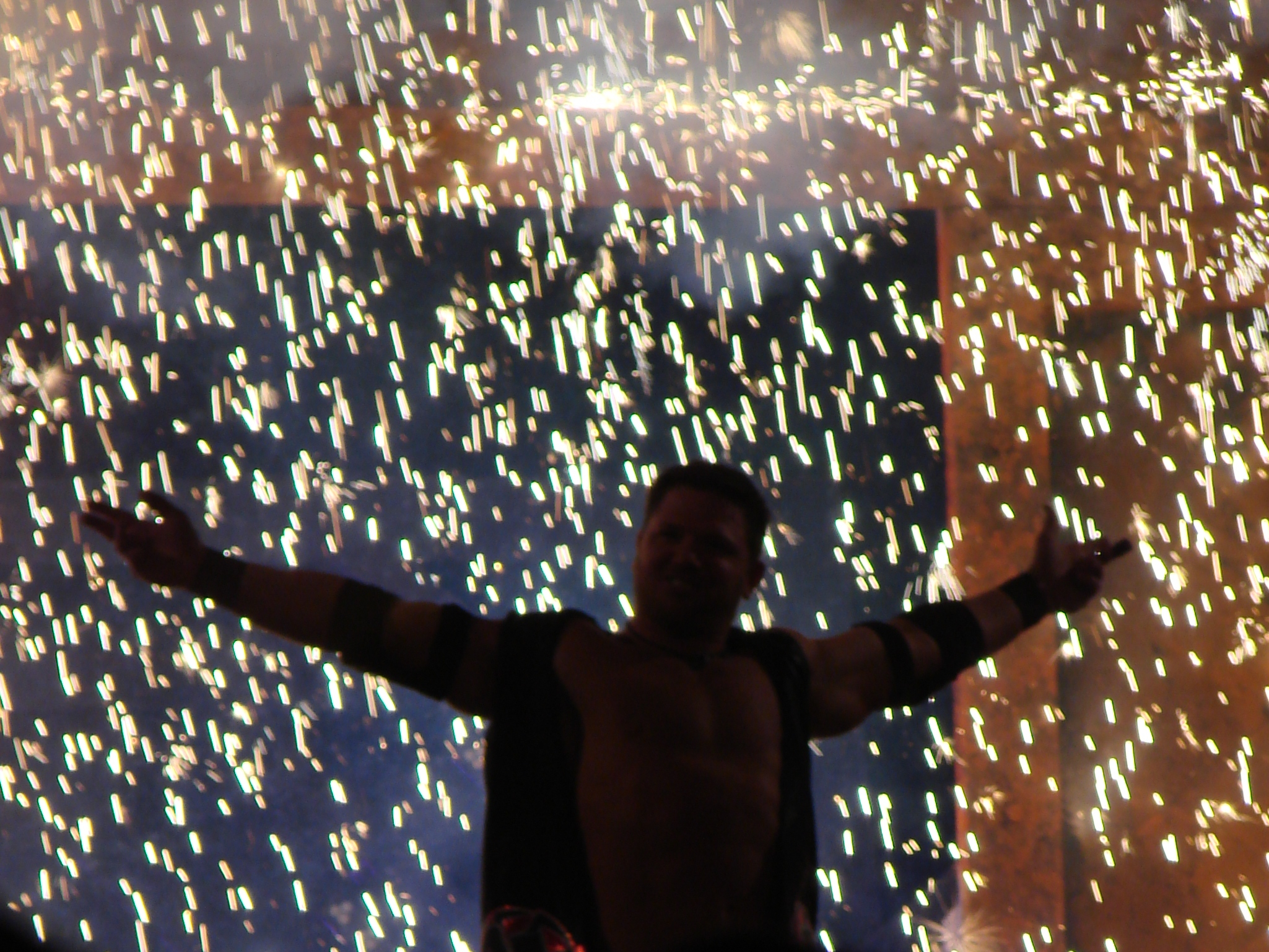
Styles wychodzący do ringu na gali Lockdown.

Na Lockdown Styles połączył siły z Christianem Cage’em i Abyssem, tworząc Team Cage (późniejsze Christian’s Coalition). Team Cage zostało pokonane przez drużynę Kurta Angle’a. Wkrótce Styles utworzył tag team z Tomko. Tomko i Styles przegrali walkę drużynową z Abyssem i Stingiem na Victory Road, lecz na No Surrender zdobyli miano pretendenckie do TNA World Tag Team Championship, wygrywając dziesięciodrużynowy Tag Team Gauntlet match. 14 października 2007, na Bound for Glory, Styles i Tomko pokonali Team Pacman (Rona Killingsa i Adama Jonesa), zdobywając mistrzostwo drużynowe. 1 listopada obronili mistrzostwo w walce z LAX, a na Genesis pokonali The Steiner Brothers (Scotta i Ricka Steinerów). Tej samej nocy Styles i Tomko nieumyślnie pomogli Kurtowi Angle wygrać pojedynek z Christianem Cage’em. Przez następnych kilka tygodni Styles wahał się między pozostaniem w Team Cage a dołączeniem do The Angle Alliance. Na Final Resolution podjął ostateczną decyzję i dołączył do The Angle Alliance.
W lutym 2008 Styles przypadkowo stał się mężem Karen Angle. W kwietniu Styles i Tomko utracili tytuły mistrzowskie na rzecz Kaza i Super Erica. Kurt Angle ciągle oskarżał Stylesa i Karen o romans, co spowodowało odejście Stylesa z The Angle Alliance. W ramach odwetu, Tomko spowodował przegraną Stylesa w walce kwalifikacyjnej do King of the Mountain matchu. Na Slammiversary Styles zdołał pokonać Kurta Angle’a, lecz po walce stał się ofiarą ataku ze strony przeciwnika i Tomko. Rywalizacja Stylesa i Angle trwała dalej – Styles wygrał walkę na Hard Justice oraz pojedynek o złoty medal olimpijski Angle’a. Zwycięsko wyszedł też z rewanżowego Ladder matchu, kończącego rywalizację. Po zakończeniu feudu Styles – za namową Jeffa Jarretta – oddał Angle’owi jego medal olimpijski.
Na Bound for Glory Styles zmierzył się z Bookerem T i Christianem Cage’em w Triple Threat matchu, który ostatecznie wygrał Booker T. Niedługo po gali Booker T, Kurt Angle, Kevin Nash i Sting zjednoczyli się, tworząc The Main Event Mafię. Styles natomiast połączył siły z Samoa Joem i wraz z nim utworzył stajnię „The TNA Front Line” składającą się z młodszych wrestlerów TNA (Jay Lethal, Consequences Creed, Petey Williams, Eric Young, ODB i The Motor City Machine Guns (Alex Shelley i Chris Sabin)), mających stawić czoła Main Event Mafii. Styles wyzwał Stinga na pojedynek o TNA World Heavyweight Championship. Sting przyjął wyzwanie i ostatecznie pokonał Stylesa na gali Turning Point. Na Final Resolution w grudniu 2008 członkowie TNA Front Line zostali pokonani przez Main Event Mafię w ośmioosobowym starciu drużynowym. 22 stycznia Kurt Angle poprzysiągł zakończyć karierę Stylesa i pokonał go w brutalnym Tables matchu, dodatkowo kontuzjując go w trakcie pojedynku.

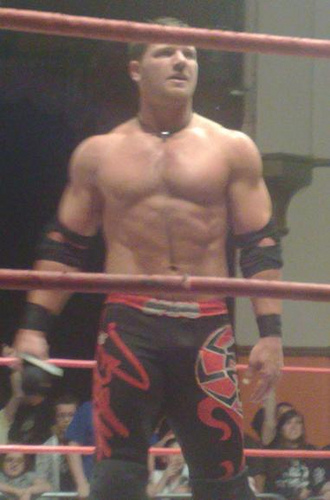
AJ Styles na evencie TNA w 2008.

Styles powrócił na Against All Odds, zaatakował Bookera T i ukradł mu pas TNA Legends Championship. Na Destination X, 15 marca 2009, Styles pokonał Bookera T, stając się nowym Legends Championem oraz pierwszym TNA Grand Slam Championem. Obronił tytuł w walce rewanżowej na Sacrifice. Na Slammiversary w czerwcu wziął udział w King of the Mountain matchu o TNA World Heavyweight Championship, lecz w wygranej przeszkodził mu przechodzący na stronę The Angle Alliance Samoa Joe. 19 lipca Styles utracił TNA Legends Championship na rzecz Kevina Nasha po przegranej z nim na gali Victory Road. Wziął udział w Best-Of-Three Series z Mattem Morganem – wygrał pierwszy z trzech pojedynków, lecz przegrał dwa następne, tracąc szansę na walkę o TNA World Heavyweight Championship.

#### TNA World Heavyweight Champion (2009–2010)
20 września na No Surrender Styles zdobył TNA World Heavyweight Championship w pięcioosobowym starciu z Mattem Morganem, Stingiem, Hernandezem i Kurtem Anglem. Na Bound for Glory pokonał Stinga, kończąc jego serię zwycięstw w cyklu gal. Miesiąc później, na Turning Point, Styles obronił tytuł mistrzowski w walce z Samoa Joem i Christopherem Danielsem. Udało mu się obronić mistrzostwo także w późniejszych pojedynkach z Desmondem Wolfem (10 grudnia na Impact!), Danielsem (Final Resolution), Anglem (4 stycznia 2010 na Impact!) oraz Tomko (14 stycznia na Impact!). Na Genesis Styles przeszedł heel turn, pokonując Angle’a w Last Chance matchu dzięki pomocy Rica Flaira. 21 stycznia Flair oficjalnie ogłosił rozpoczęcie współpracy ze Stylesem, a jeszcze tej samej nocy Hulk Hogan ogłosił walkę rewanżową między Stylesem a Anglem i dodał, że jeżeli Flair zainterweniuje w pojedynek, Styles automatycznie utraci mistrzostwo na rzecz przeciwnika. Podczas walki Styles założył na rywalu Ankle Lock, a przekupiony przez Flaira sędzia przerwał spotkanie i ogłosił Stylesa zwycięzcą, mimo że Angle nie poddał się. Na Against All Odds Styles obronił TNA World Heavyweight Championship w sędziowanym przez Erica Bischoffa starciu z Samoa Joem, ponownie dzięki interwencji Rica Flaira. 8 marca Styles i Flair przegrali starcie drużynowe z Abyssem i Hulkiem Hoganem. Walka między Stylesem a Abyssem na Destination X zakończyła się no contestem po tym, jak Abyss przebił matę ringu wykonując Chokeslam na przeciwniku. Na Lockdown Styles pokonał D’Angelo Dinero w Steel Cage matchu, a dzień później, 19 kwietnia 2010, utracił TNA World Heavyweight Championship w walce z Robem Van Damem.

#### Fortune (2010–2012)

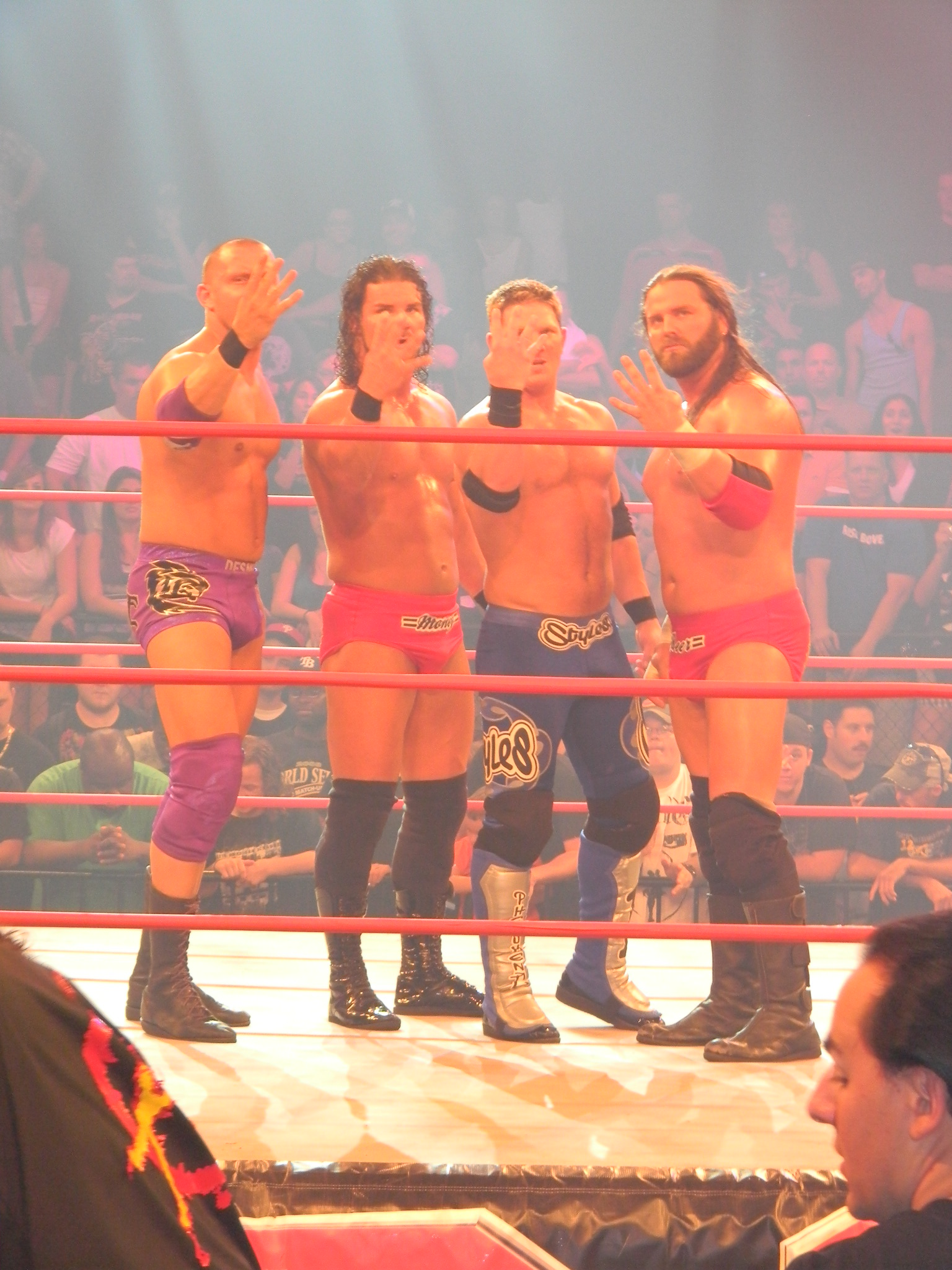
Członkowie Fortune: (od lewej) Desmond Wolfe, Robert Roode, AJ Styles i James Storm.

Styles zmierzył się z Van Damem na Sacrifice, lecz nie zdołał odzyskać mistrzostwa. Tymczasem Ric Flair rozpoczął współpracę z Kazarianem, co stało się przyczyną rywalizacji pomiędzy nim a Stylesem o względy mentora. Styles dwukrotnie próbował zaimponować Flairowi poprzez pokonanie Jaya Lethala, lecz ostatecznie przegrał obydwa spotkania. 17 czerwca Ric Flair ogłosił, że zamierza wskrzesić Four Horsemen pod nową nazwą – Fourtune. Dodał też, że każdy z potencjalnych członków stajni będzie musiał zasłużyć na dołączenie do niej. Pierwszymi członkami grupy stali się Kazarian i Styles, którzy pokonali Samoę Joego i Roba Terry’ego dzięki interwencji Desmonda Wolfe’a. 22 lipca Styles pokonał Terry’ego w walce o TNA Global Championship i zmienił nazwę mistrzostwa na „TNA Television Championship”. 29 lipca do Fourtune (której nazwę niedługo później zmieniono na „Fortune”) dołączyli James Storm i Robert Roode. Ugrupowanie rozpoczęło rywalizację z EV 2.0. Na No Surrender Styles pokonał lidera wrogiej grupy – Tommy’ego Dreamera – w „I Quit” matchu, lecz na Bound for Glory EV 2.0 pokonało Fortune w Lethal Lockdown matchu. Na następnym odcinku Impact! Fortune połączyło siły z nową stajnią Erica Bishoffa i Hulka Hogana – Immortal. Na Turning Point w listopadzie Fortune pokonało EV 2.0 w dziesięcioosobowym starciu drużynowym, co poskutkowało zwolnieniem z TNA członka EV 2.0 – Sabu. Miesiąc później Styles utracił TNA Television Championship na rzecz Douglasa Williamsa, który wcześniej odwrócił się od Fortune. 3 lutego 2011 całe Fortune przeszło face turn, atakując próbujące interweniować w walkę o TNA World Heavyweight Championship Immortal. Nieobecny z powodu kontuzji Ric Flair powrócił 17 lutego i odwrócił się od Fortune podczas walki Stylesa z Mattem Hardym. Styles zmierzył się z Flairem i Hardym w trzyosobowym Street Fightcie i został przypięty przez wspomaganego przez Hardy’ego byłego mentora. Na Victory Road w marcu pokonał Hardy’ego pomimo interwencji Flaira w pojedynek.
Na następnym Impact! Bully Ray wykonał na Stylesie Powerbomb przez stół ze szczytu stage'u, kontuzjując go. Styles powrócił 17 kwietnia na Lockdown, atakując Bully’ego Raya i pomagając Fortune pokonać Immortal. Wkrótce rozpoczął rywalizację z Tommym Dreamerem, który dołączył do Immortal, aby uniknąć zwolnienia z TNA. Zmierzył się z nim w No Disqualification matchu na Sacrifice. W walkę zainterweniował Bully Ray – zaatakował Stylesa stalowym łańcuchem, co pozwoliło Dreamerowi przypiąć przeciwnika. 26 maja Styles i Christopher Daniels pokonali Raya i Dreamera w starciu drużynowym. Rywalizacja między zawodnikami zakończyła się wygranym przez Raya Last Man Standing matchem na Slammiversary IX. W walce wieczoru Destination X w lipcu Styles pokonał Christophera Danielsa. 1 września Daniels pokonał Stylesa w wybłaganym starciu rewanżowym, a po walce odmówił podania dłoni przeciwnikowi. Na Bound for Glory Styles pokonał Danielsa w „I Quit” matchu. Po kolejnej wygranej Styles rozpoczął rywalizację z TNA World Heavyweight Championem Bobbym Roodem. Przegrał z nim pojedynek na Turning Point, zremisował Iron Man match na Final Resolution oraz przegrał ostateczne starcie na następnym odcinku Impact.
W następnych tygodniach Styles i Kazarian – ostatni dwaj członkowie Fortune – wzięli udział w drużynowym turnieju Wild Card Tournament. Podczas walki finałowej z Samoą Joem i Magnusem, 5 stycznia 2012, Kazarian opuścił Stylesa na rzecz współpracy z Christopherem Danielsem, tym samym kończąc działalność Fortune.

#### Ostatnie rywalizacje (2012–2013)
9 lutego 2012 Kazarian pomógł Christopherowi Danielsowi pokonać Stylesa, a trzy dni później na Against All Odds sam zdobył zwycięstwo nad nim. Na Victory Road Styles połączył siły z Mr. Andersonem, aby wraz z nim pokonać Danielsa i Kazariana. Na Lockdown w kwietniu dwa tag teamy stały się częściami mierzących się ze sobą drużyn w Lethal Lockdown matchu; ostatecznie starcie wygrała drużyna Stylesa. 10 maja Kazarian wyjawił, że na początku miał zamiar dołączyć do Danielsa, aby ten nie mógł wyjawić sekretu Stylesa i że zmienił zdanie, gdy dowiedział się, czym był ten sekret. Daniels przedstawił wówczas kilka zdjęć sugerujących romans Stylesa z prezes TNA Dixie Carter.

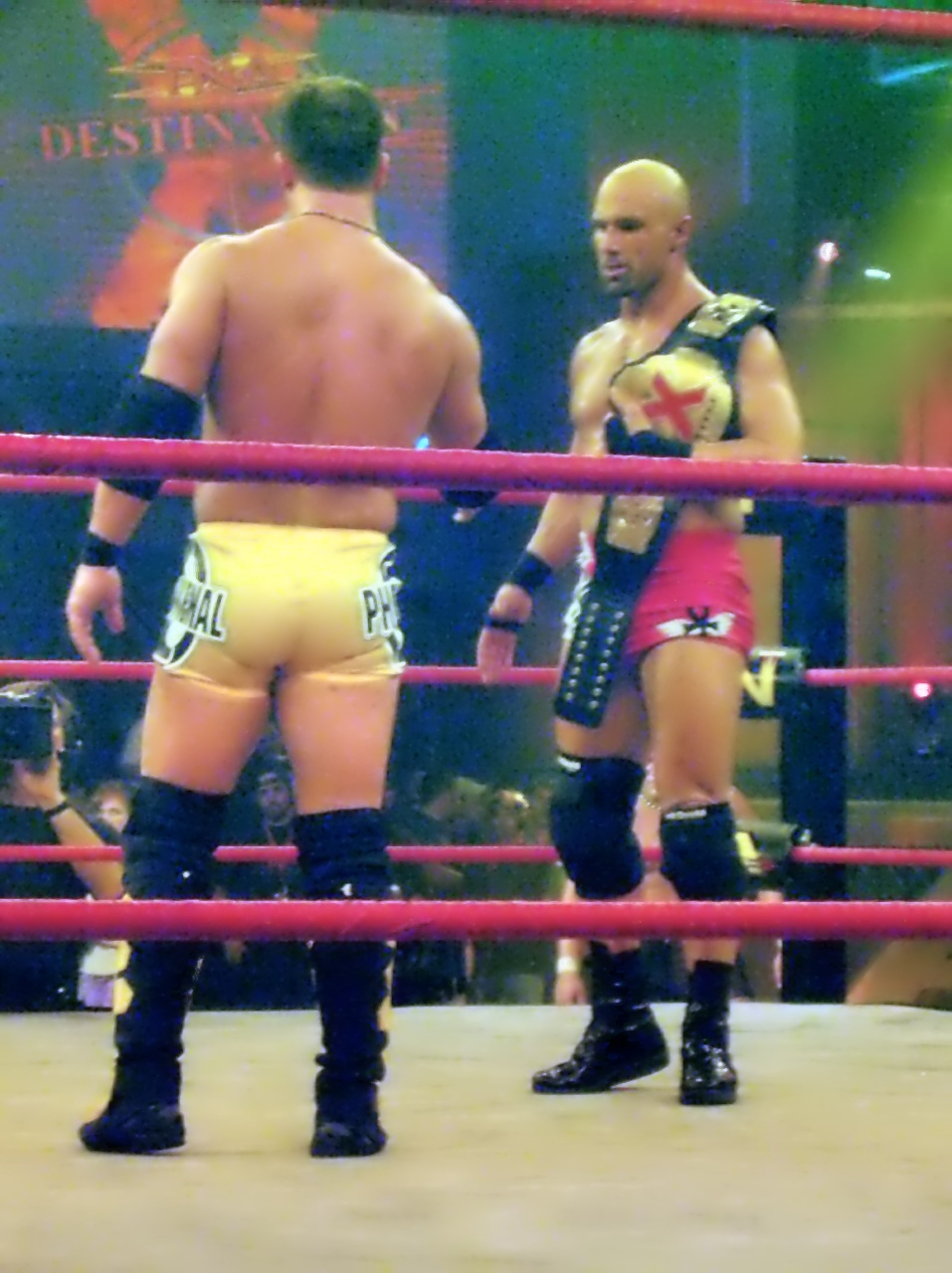
Styles (po lewej) i Christopher Daniels na Destination X.

Na Sacrifice Daniels i Kazarian spowodowali przegraną Stylesa w jego walce z Kurtem Anglem. 31 maja Styles pokonał Danielsa w starciu singlowym; po zakończeniu walki Daniels i Kazarian odtworzyli nagranie rozmowy telefonicznej Stylesa i Carter, będące rzekomym dowodem ich romansu. Na Slammiversary Styles i Angle pokonali Danielsa i Kazariana, zdobywając TNA World Tag Team Championship. Na następnym odcinku Impact Styles dołączył do Bound for Glory Series i został pokonany w Gauntlet matchu. 21 czerwca Styles i Carter wyjawili, że wcale nie mieli romansu, lecz pomagali zmagającej się z uzależnieniami ciężarnej kobiecie o imieniu Claire. Tydzień później Styles i Angle przegrali mistrzostwa w starciu rewanżowym z rywalami. Po walce Daniels przyznał, że Styles i Carter mówią prawdę, lecz zapomnieli wspomnieć o tym, że to Styles jest ojcem nienarodzonego dziecka. Styles pokonał Danielsa w Last Man Standing matchu na Destination X oraz w kolejnym pojedynku z Bound for Glory Series. W następnym tygodniu ujawniono, że Claire nigdy nie była w ciąży, a Daniels i Kazarian jedynie szantażowali Stylesa, próbując zniszczyć mu reputację.
30 sierpnia Styles został wyeliminowany z Bound for Glory Series. Styles i Angle przegrali walki o TNA World Tag Team na No Surrender i Bound for Glory. Na Turning Point w listopadzie Styles został przypięty w trzyosobowym starciu o miano pretendenckie do TNA World Heavyweight Championship, przez co, zgodnie z ustaloną stypulacją, Styles nie mógł otrzymać ponownej szansy stania się pretendentem aż do Bound for Glory w 2013. 9 grudnia na Final Resolution Styles przegrał „ostatnią walkę” z Christopherem Danielsem. Na następnym odcinku Impact stwierdził, że znudziło mu się bycie dobrym, i że od teraz będzie robił wszystko „po swojemu”.
Po przerwie od występów Styles powrócił do Impact 14 marca 2013, tym razem ubrany cały na czarno, z zapuszczoną brodą i zaniedbaną fryzurą. Obronił Jamesa Storma przed atakiem ze strony Danielsa i Kazariana, po czym sam go zaatakował. 18 kwietnia pokonał Storma, używając swojego nowego finishera – dźwigni Calf Killer. Styles rozpoczął rywalizację z Kurtem Anglem po tym, jak nie odpowiedział na pytanie czy jest członkiem stajni Aces & Eights. 23 maja pomógł członkom ugrupowania w ataku na Angle'u, lecz chwilę później sam zaatakował ich, utwierdzając swoją pozycję samotnika. Na Slammiversary przegrał starcie z Anglem, lecz zdołał pokonać go w walce kwalifikacyjnej do Bound for Glory Series. Styles zremisował starcie z Samoa Joem, wygrał walki z Kazarianem, Jeffem Hardym i Bobbym Roodem oraz stał się zwycięzcą Gauntlet Battle Royal matchu, zdobywając łącznie 49 punktów w pierwszej fazie Bound for Glory Series i przechodząc do finałów. Pokonał Austina Ariesa w półfinale i Magnusa w finale turnieju, stając się pretendentem do TNA World Heavyweight Championship. Na Bound for Glory Styles zdobył mistrzostwo, pokonując Bully’ego Raya w No Disqualification matchu. Na następnym odcinku Impact pokonał Raya w pojedynku rewanżowym, a po walce odmówił odnowienia kontraktu z TNA i opuścił federację z tytułem mistrzowskim. 29 października TNA zawiesiło World Heavyweight Championship.
Styles powrócił ze swoim pasem do TNA 2 stycznia 2014, konfrontując się z Dixie Carter i Magnusem – zwycięzcą turnieju o zawieszone mistrzostwo. Styles został pokonany przez Magnusa tydzień później w pojedynku unifikującym mistrzostwa. W walkę zainterweniowało ośmiu wrestlerów sprzymierzonych z Magnusem oraz pomagający Stylesowi Sting. Była to ostatnia walka Stylesa dla TNA; 8 grudnia 2014 ogłoszono, że wkrótce opuści on federację.

### Sporadyczne występy na scenie niezależnej (2003–2012)
14 marca 2003 Styles powrócił do International Wrestling Cartel (IWC) i pokonał IWC Super Indy Championa Super Hentaia, odbierając mu tytuł mistrzowski. 13 kwietnia ponownie zmierzył się z Hentaiem; ich walka zakończyła się no-contestem. 10 maja Styles zawiesił mistrzostwo, zaś 23 sierpnia zawalczył z nowym Super Indy Championem – Coltem Cabaną. Pojedynek zakończył się remisem, wskutek czego Cabana zachował tytuł. Styles i Cabana zmierzyli się ponownie, 12 grudnia, na IWC: Call to Arms; starcie wygrał Colt Cabana. 12 kwietnia 2003 Styles zadebiutował w Combat Zone Wrestling (CZW) podczas trzeciego eventu Best of the Best. Wraz z Jasonem Crossem przegrał walkę drużynową przeciwko Jayowi Briscoe i Jimmy’emu Rave’owi. 20 lipca, na CZW: Deja Vu II, Styles obronił NWA World Heavyweight Championship w pojedynku z Ravem. 12 września zadebiutował w Maximum Pro Wrestling (MXPW), pokonując Chrisa Sabina oraz Christophera Danielsa w trzyosobowym starciu o MXPW Television Championship. 4 października po raz pierwszy wystąpił dla federacji Pro Wrestling Guerrilla (PWG) – nie zdołał pokonać Frankiego Kazariana i Christophera Danielsa w walce o PWG Championship. 7 listopada powrócił do IWA: Mid-South, aby wziąć udział w corocznym turnieju Ted Petty Invitational; został wyeliminowany w półfinale.
20 marca 2004 ponownie wrócił do IWC i dołączył do turnieju Super Indy Survivor Showdown. W finale turnieju pokonał IWC Super Indy Championa Colta Cabanę, tym samym stając się nowym posiadaczem mistrzostwa. 17 kwietnia pokonał Homicide'a, a 8 maja obronił tytuł w walce z Christopherem Danielsem. Styles wziął udział w turnieju Ted Petty Invitational i w jego finale pokonał Bryana Danielsona oraz Samoa Joego. 21 października zdobył zawieszone IWA: Mid-South Heavyweight Championship, pokonując Chrisa Sabina, Christophera Danielsa i Peteya Williamsa w czteroosobowym starciu. Dwa dni później utracił mistrzostwo na rzecz CM Punka.
1 kwietnia 2005 Styles wrócił do Pro Wrestling Guerrilla, pokonując Samoa Joego w walce o miano pretendenckie do PWG Championship. Dzień później zdobył tytuł w walce z Super Dragonem. 6 sierpnia, na Zombies Shouldn't Run utracił mistrzostwo na rzecz Kevina Steena. 3 września dołączył do turnieju PWG Battle of Los Angeles, lecz został pokonany w finale przez Chrisa Bosha.

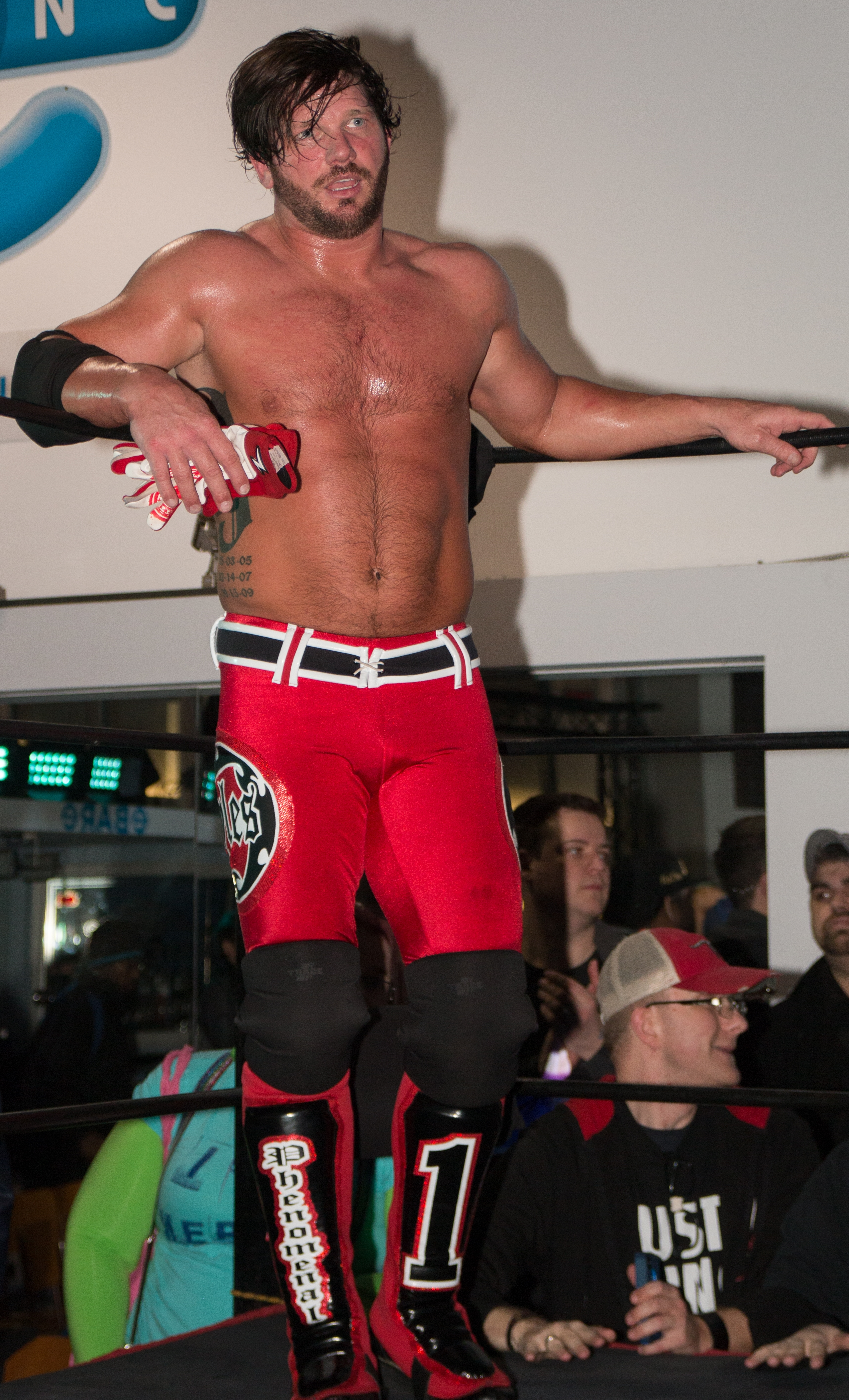
Styles na evencie federacji Smash Wrestling w styczniu 2014.

### Powrót do Ring of Honor (2014–2016)
4 stycznia 2014 Styles powrócił do Ring of Honor – pokonał Rodericka Stronga na tapingach Ring of Honor Wrestling. Na 12th Anniversary Show zwyciężył w pojedynku z Jayem Lethalem, zaś na Flyin’ High pokonał Chrisa Hero. 18 września 2015, na All Star Extravaganza VII zdobył miano pretendenckie do ROH World Championship, lecz nie udało mu się pokonać mistrza – Jaya Lethala na gali Final Battle.
23 stycznia 2016 Styles wystąpił dla Ring of Honor po raz ostatni przed podpisaniem kontraktu z WWE. Styles wdał się w bójkę z Jayem Lethalem, Roderickiem Strongiem i stajnią The House of Truth. W walce pomogli mu byli koledzy z Bullet Club – Doc Gallows, Karl Anderson i The Young Bucks (którzy kilka tygodni wcześniej wyrzucili Stylesa z ugrupowania). Pod koniec eventu Styles i członkowie Bullet Club objęli się, na wzór niesławnego „Curtain Call” grupy The Kliq z 1996 roku.

### Powrót na scenę niezależną (2014–2016)
Po odejściu z TNA Styles rozpoczął współpracę z wieloma federacjami niezależnymi. Przez kolejne dwa lata występował w różnych krajach, głównie w Anglii. Tam zadebiutował w federacjach Preston City Wrestling, Revolution Pro Wrestling (gdzie w czerwcu 2015 zdobył British Heavyweight Championship) oraz 5 Star Wrestling.
W 2014 Styles powrócił do amerykańskich federacji Combat Zone Wrestling oraz Pro Wrestling Guerrilla, zaś w 2015 zadebiutował w Chikarze. W marcu 2015 zdobył FWE Heavyweight Championship – główne mistrzostwo nowojorskiego Family Wrestling Entertainment. 5 lutego 2016 zawalczył dla Georgia Premier Wrestling – był to ostatni występ Stylesa na scenie niezależnej przed podjęciem pracy w WWE.

### New Japan Pro-Wrestling (2014–2016)

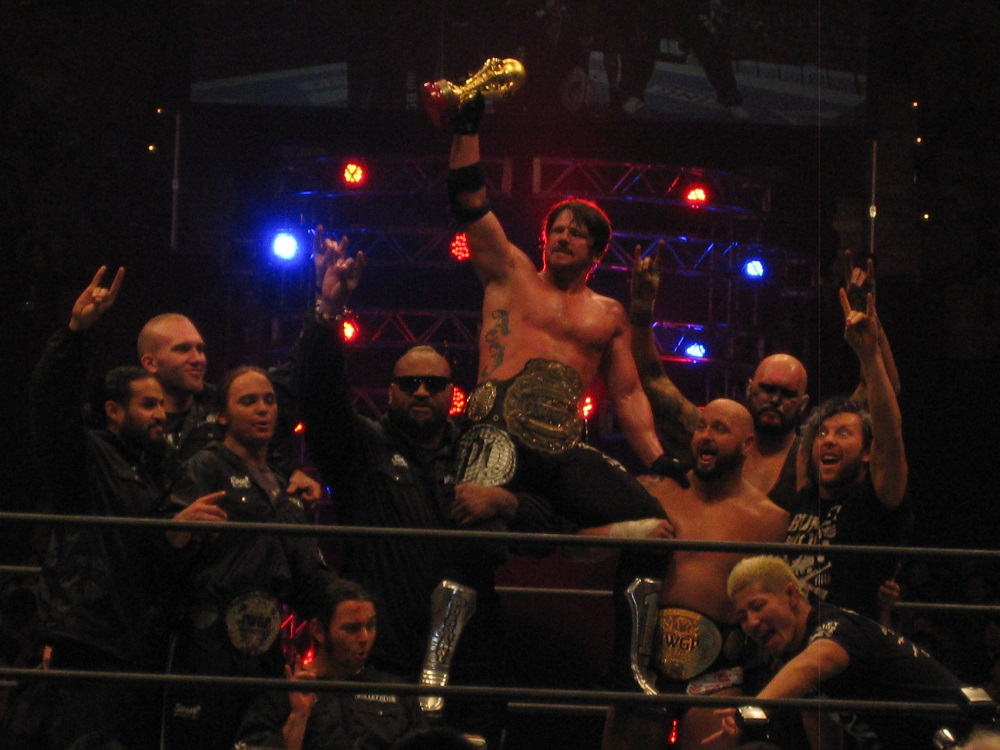
Styles niesiony przez świętujących członków Bullet Clubu.

27 marca 2014 federacja New Japan Pro-Wrestling (NJPW) ogłosiła, że Styles podpisał z nią kontrakt. 6 kwietnia 2014, na Invasion Attack, Styles zaatakował posiadacza IWGP Heavyweight Championship Kazuchikę Okadę, wyzwał go na walkę o mistrzostwo i dołączył do grupy Bullet Club. 3 maja na Wrestling Dontaku Styles pokonał Okadę z pomocą Yujiro Takahashiego, stając się nowym mistrzem. Dwa tygodnie później na wyprodukowanym przez NJPW i Ring of Honor evencie War of the Worlds obronił tytuł w trzyosobowej walce z Okadą i Michaelem Elginem. 25 maja po raz kolejny pokonał Okadę, a niedługo później dołączył do turnieju G1 Climax. Styles wygrał 8 z 10 starć turniejowych, lecz nie zdołał przejść do finału z powodu przegranej walki z Okadą. 13 października, na King of Pro-Wrestling, Styles utracił IWGP Heavyweight Championship na rzecz Hiroshiego Tanahashiego po tym, jak powracający Yoshitatsu powstrzymał najnowszego członka Bullet Club – Jeffa Jarretta przed interwencją w pojedynek.
8 listopada 2014 na Power Struggle Styles pokonał Yoshitatsu z pomocą Jarretta, po czym skonfrontował się z Tetsuyą Naito. Wkrótce dołączył do turnieju World Tag League, wcześniej łącząc siły z Yujiro Takahashim. Pomimo czterech wygranych, Styles i Takahashi nie zdołali dostać się do finału. 4 stycznia 2015 na Wrestle Kingdom 9 Styles pokonał Tetsuyę Naito. Dwa dni później przypiął posiadacza IWGP Heavyweight Championship Hiroshiego Tanahashiego, stając się nowym pretendentem do tytułu. 11 lutego, na gali The New Beginning in Osaka Styles pokonał Tanahashiego, zdobywając mistrzostwo. Na Invasion Attack w kwietniu pokonał zwycięzcę turnieju New Japan Cup Kotę Ibushiego. Na Dominion 7.5 Styles utracił IWGP Heavyweight Championship na rzecz Kazuchiki Okady. Po gali dołączył do turnieju G1 Climax, lecz ostatecznie nie dostał się do finału. 12 października zmierzył się z Okadą w walce rewanżowej, jednak nie zdołał pokonać mistrza.
W listopadzie Styles wyzwał do walki nowego posiadacza IWGP Heavyweight Championship Shinsuke Nakamurę. Niedługo później doznał kontuzji pleców, przez co został zmuszony do pauzowania przez kolejny miesiąc. Powrócił 4 stycznia 2016, na Wrestle Kingdom 10, gdzie został pokonany przez Nakamurę w starciu o mistrzostwo. Następnej nocy, podczas ostatniego występu Stylesa dla NJPW członkowie Bullet Club odwrócili się od niego i ogłosili Kennego Omegę nowym liderem ugrupowania.

### WWE

#### The Club (2016)

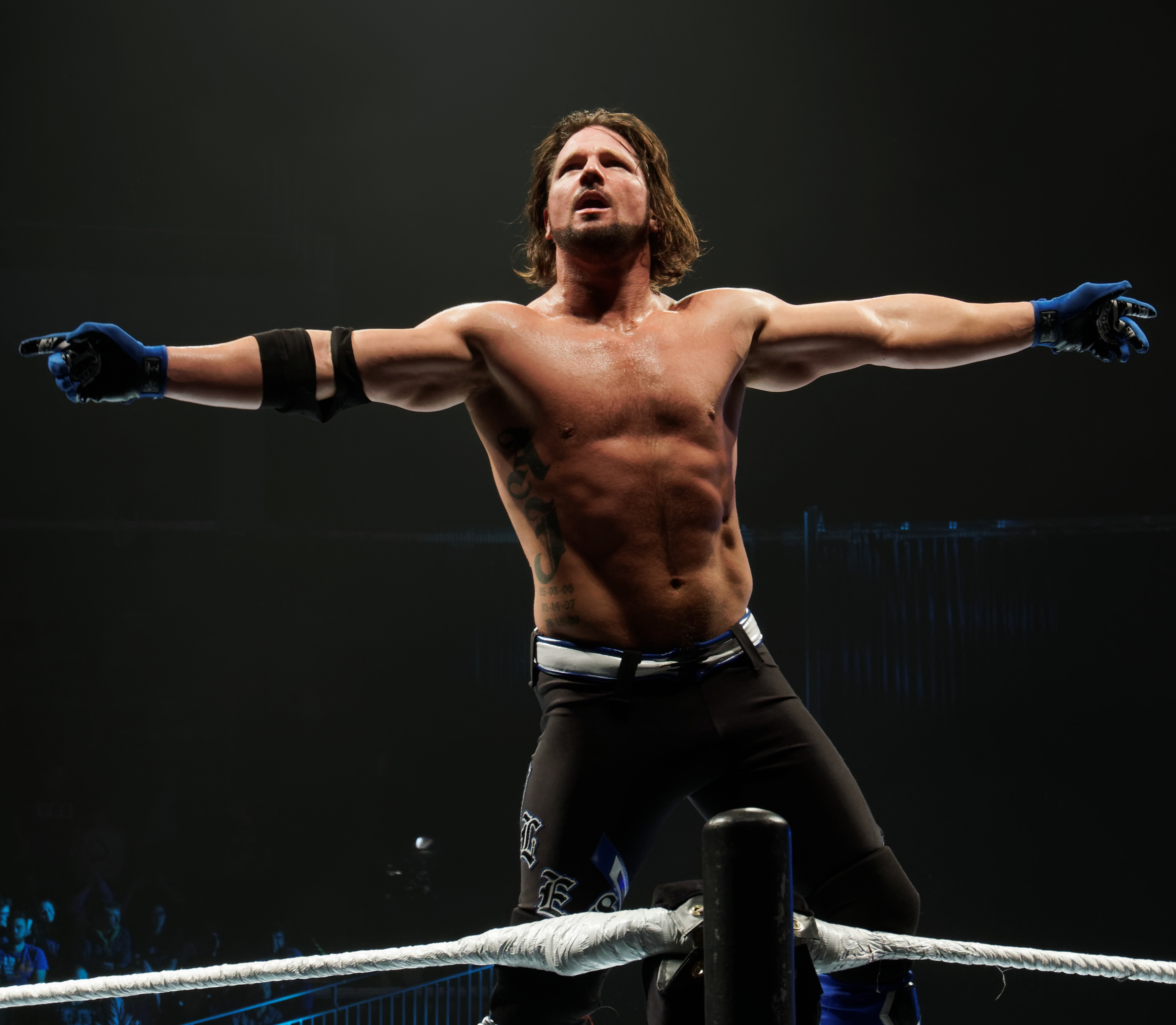
Styles na evencie WWE w kwietniu 2016.

20 stycznia 2016 WWE ogłosiło, że Styles podpisał kontrakt z federacją. Zadebiutował cztery dni później, na gali Royal Rumble, podczas tytułowego Royal Rumble matchu. Dołączył do walki z numerem 3., wyeliminował Curtisa Axela oraz Tylera Breeze'a i ostatecznie, po niemal 30 minutach spędzonych w ringu sam został wyeliminowany przez Kevina Owensa. Wkrótce rozpoczął rywalizację z Chrisem Jericho i zawalczył z nim dwukrotnie: na Raw (gdzie wygrał Styles) i na SmackDown (gdzie wygrał Jericho). Ostatecznym starciem między Stylesem a Jericho miała być ich walka na Fastlane, gdzie ostatecznie zwycięzcą okazał się Styles. Po gali Styles i Jericho połączyli siły, tworząc tag team „Y2AJ”. Dwukrotnie pokonali The New Day (Kofiego Kingstona i Big E), lecz 7 marca przegrali z nimi starcie o WWE Tag Team Championship. Po walce Jericho zaatakował Stylesa, przechodząc heel turn. Rywalizacja doprowadziła do pojedynku między Stylesem a Jericho na WrestleManii 32, z którego zwycięsko wyszedł Jericho.
Dzień po WrestleManii Styles stał się pretendentem do WWE World Heavyweight Championship, będącego ówcześnie w posiadaniu Romana Reignsa. Na gali Payback Styles przegrał dwukrotnie wznawianą walkę z Reignsem, pomimo interwencji ze strony The Clubu Karla Andersona i Luke’a Gallowsa – byłych członków Bullet Clubu i debiutantów w WWE. Na Extreme Rules Styles ponownie zmierzył się z mistrzem (tym razem w Extreme Rules matchu), lecz przegrał po interwencji The Usos. Dzień później Styles rozpoczął rywalizację z Johnem Ceną, atakując go wraz z Andersonem i Gallowsem. Na Money in the Bank Styles pokonał Cenę dzięki pomocy The Clubu. Miesiąc później, na Battleground The Club przegrało 6-Man Tag Team match z Ceną, Enzem Amorem i Big Cassem. Podczas WWE Draftu w lipcu 2016 Styles został przeniesiony do brandu SmackDown Live, podczas gdy Gallows i Anderson stali się członkami brandu Raw. Na SummerSlam Styles ponownie pokonał Cenę, a po gali nazwał się „nową twarzą WWE”.

#### WWE Champion (2016–2017)
Dzięki wygranej na SummerSlam Styles otrzymał szansę walki z posiadaczem WWE World Championship Deanem Ambrosem. Zmierzył się z nim na Backlash i pokonał go, stając się nowym mistrzem. 13 września powracający John Cena wyzwał Stylesa na pojedynek o tytuł, podobnie jak Dean Ambrose. Komisarz SmackDown Shane McMahon ogłosił więc Triple Threat match na No Mercy między Stylesem, Ceną i Ambrosem o tytuł. 27 września Styles pokonał Ambrose'a, zaś na No Mercy przypiął Cenę, broniąc tytułu mistrzowskiego.
11 października przegrał sędziowaną przez Ambrose'a walkę z jobberem Jamesem Ellsworthem. Tydzień później Styles obronił WWE World Championship w kolejnym starciu z Ellsworthem, przegrywając przez dyskwalifikację. 25 października pokonał Ambrose'a dzięki interwencji Ellswortha, lecz przegrał walkę rewanżową tydzień później. Na Survivor Series Styles wziął udział w Traditional 5-on-5 Survivor Series matchu, dołączając do zwycięskiej drużyny reprezentującej brand SmackDown. Po Survivor Series ogłoszono, że na TLC: Tables, Ladders & Chairs Styles zmierzy się z Ambrosem w TLC matchu. Styles obronił mistrzostwo po interwencji ze strony Ellswortha, który zepchnął Ambrose'a ze szczytu drabiny. Argumentował to tym, że chce być jedynym pretendentem do tytułu Stylesa. Styles pokonał Ellswortha o tytuł w mniej niż minutę na odcinku SmackDown z 20 grudnia.
13 grudnia Dolph Ziggler pokonał Ambrose'a, The Miza i Luke’a Harpera stając się kolejnym pretendentem do tytułu Stylesa. Ogłoszono wtedy walkę pomiędzy Stylesem i Zigglerem o pas na galę SmackDown z 27 grudnia, lecz 20 grudnia do pojedynku dodano Barona Corbina po decyzji ze strony generalnego menadżera Daniela Bryana. Styles pokonał Corbina i Zigglera, po czym skonfrontował się w ringu z powracającym Johnem Ceną, który wyzwał Stylesa do pojedynku o WWE Championship na gali Royal Rumble. Stracił tytuł na rzecz Ceny, który stał się rekordowo trzynastokrotnym posiadaczem mistrzostwa.
Styles wziął udział w Elimination Chamber matchu na gali Elimination Chamber, lecz nie zdołał odzyskać mistrzostwa. Podczas następnego odcinka SmackDown Live, Styles, Cena i Wyatt zmierzyli się o WWE Championship; z walki zwycięsko wyszedł Wyatt. Po tym jak Randy Orton odmówił walki z Wyattem na WrestleManii 33 o mistrzostwo, odbył się dziesięcioosobowy Battle Royal; walka zakończyła się remisem między Stylesem a Lukiem Harperem. Styles pokonał Harpera w walce o miano pretendenckie tydzień później. W międzyczasie Orton odwrócił się od Wyatta i również zapragnął walki o tytuł, co poskutkowało kolejnym pojedynkiem o prawo do walki z Wyattem, tym razem między Stylesem a Ortonem. Styles przegrał starcie i miano pretendenta.

#### United States Champion (2017)
Podczas odcinka SmackDown Live z 14 marca Styles zaatakował komisarza Shane’a McMahona. Styles został zwolniony przez generalnego menadżera SmackDown Daniela Bryana, lecz ostatecznie McMahon przywrócił go do pracy i wyzwał do walki na nadchodzącej WrestleManii. Styles wygrał pojedynek na gali, a podczas kolejnego SmackDown Live pogodził się z komisarzem, tym samym przechodząc face turn.
11 kwietnia pokonał Samiego Zayna i Barona Corbina, stając się pretendentem do pasa United States Championship. Na gali Backlash nie udało mu się pokonać mistrza Kevina Owensa. Podczas SmackDown z 23 maja potwierdził swoją obecność w Money in the Bank Ladder matchu na gali Money in the Bank; ostatecznie nie udało mu się zdobyć walizki. 4 lipca pokonał Chada Gable'a oraz wygrał Battle Royal o miano pretendenckie do mistrzostwa Owensa. 7 lipca, podczas house showu WWE w Madison Square Garden, Styles zmierzył się z Owensem i pokonał go, zdobywając United States Championship. Tytuł utracił w walce rewanżowej na gali Battleground, lecz już dwa dni później odzyskał mistrzostwo, wygrywając Triple Threat match z Owensem i powracającym Chrisem Jericho. Styles i Owens zawalczyli ze sobą podczas kolejnego odcinka SmackDown; pojedynek zakończył się nieczysto z powodu pomyłki sędziego, toteż ustalono, że rywale zmierzą się ze sobą po raz kolejny, na gali SummerSlam (2017). Dodatkowo, aby uniknąć kolejnego nieczystego finiszu, Komisarz SmackDown Shane McMahon został sędzią specjalnym pojedynku. Na gali Styles zdołał pokonać Owensa.
WWE Champion (2017)
Podczas non-title matchu z ówczesnym Jinderem Mahalem, Styles przegrał po interwencji The Singh Brothers. Później generalny menadżer SmackDown Daniel Bryan ustanowił walki kolejno z Samirem, a później Sunilem Singh na kolejne odcinki SmackDown. Styles wygrał pojedynek, lecz później został zaatakowany przez Jindera Mahala. Po tym starciu Daniel Bryan ustanowił walkę o mistrzostwo WWE na tydzień przed Survivor Series. Styles wygrał pojedynek wykonując Phenomenal Forearm na Mahalu, tym samym wygrywając tytuł i zajmując miejsce reprezentanta SmackDown w walce WWE Universal Champion (Brock Lesnar) vs WWE Champion (AJ Styles). AJ uległ po znakomitej walce na Survivor Series z Brockiem. Podczas gali Clash of Champions (2017) pokonał on w walce rewanżowej byłego mistrza WWE Jindera Mahala. Następnie rywalizował z Kevinem Owensem i Samim Zaynem, wygrał z nimi podczas gali Royal Rumble (2018), gdzie stawką był pas WWE. Do następnej obrony doszło na gali Fastlane (2018), gdzie AJ wygrał Six Pack Challenge i na WrestleManię wszedł, jako WWE Champion. Na samej WrestleManii AJ bronił pasa w walce ze zwycięzcą Royal Rumble Shinsuke Nakamurą. AJ obronił pas, jednak po walce Nakamura wykonał low blow na Stylesie i przeszedł heel turn. Tym samym rywalizacja trwała aż do Money in the Bank. Następnie AJ zaczął rywalizację z Rusevem, którego pokonał na gali Extreme Rules. Po pokonaniu Bułgara AJ rywalizował z Samoa Joe, którego pokonał na SummerSlam (w wyniku dyskwalifikacji), Hell In A Cell, Super ShowDown oraz Crown Jewel. Podczas ostatniego SmackDown przed Survivor Series na szali AJ Styles postawił swój pas mistrzowski WWE w starciu z Danielem Bryanem. American Dragon pokonał Stylesa kończąc jego 371 dniowy title reign z głównym tytułem. Przeszedł podczas tej walki heel turn, ponieważ wygrał walkę dzięki low blow, którego nie widział sędzia. AJ dostał walkę rewanżową na TLC i Royal Rumble, jednakże obydwa te starcia przegrał. Był również uczestnikiem Elimination Chamber Matchu o ten tytuł, ale wyeliminował go Randy Orton, z którym zaczął następnie swoją rywalizację.

## Życie prywatne
Jones poślubił swoją żonę Wendy w 2000 roku. Para doczekała się trzech synów: Ajaya Covella (ur. 3 maja 2005), Avery’ego (ur. 14 lutego 2007) i Albeya (ur. 15 września 2009), jak również córki – Anney (ur. 8 października 2014). Najstarszy z synów otrzymał drugie imię po najlepszym przyjacielu Jonesa – Christopherze Danielsie (którego prawdziwe imię i nazwisko to Daniel Covell). Rodzina Jonesów mieszka w Gainesville w Georgii.
Jones jest chrześcijaninem. Jest też fanem chrześcijańskiego hip-hopu.

## Inne media
W 2003 Ring of Honor wypuściło Evolution of a Phenom: The Best of AJ Styles – DVD ukazujące historię Stylesa od jego debiutu po połowę 2003 roku. Rok później opublikowano The Phenomenon Continues: The Best of AJ Styles Vol. 2, będące uzupełnieniem poprzedniego filmu. Również w 2004 TNA wypuściło Phenomenal: The Best of A.J. Styles, czyli zbiór najlepszych walk Stylesa. Jego uzupełnienie, Phenomenal: The Best of A.J. Styles Volume 2 zostało wydane w 2007.
W 2009 Styles wziął udział w jednym z odcinków programu MTV Made, w którym został jednym z trenerów młodej aspirującej wrestlerki. Dwa lata później pojawił się w teledysku do piosenki „Something To Do with Your Hands” wokalistki country Sary Darling. W 2012 Styles i Montell Jordan wręczyli nagrodę dla najlepszej płyty hip-hopowej na 43. dorocznej gali GMA Dove Awards.
W 2013 ROH wydało AJ Styles – Styles Clash – kompilację najlepszych walk Stylesa z lat 2002–2005. W 2016 zaś TNA wypuściło DVD The Essential AJ Styles Collection, w którym znalazło się 30 najlepszych walk wrestlera.
AJ Styles jest postacią grywalną w trzech grach komputerowych: TNA Impact!, TNA Impact Cross The Line, WWE 2K17, WWE 2K18 i WWE 2K19.

## Mistrzostwa i osiągnięcia
- All Access Wrestling

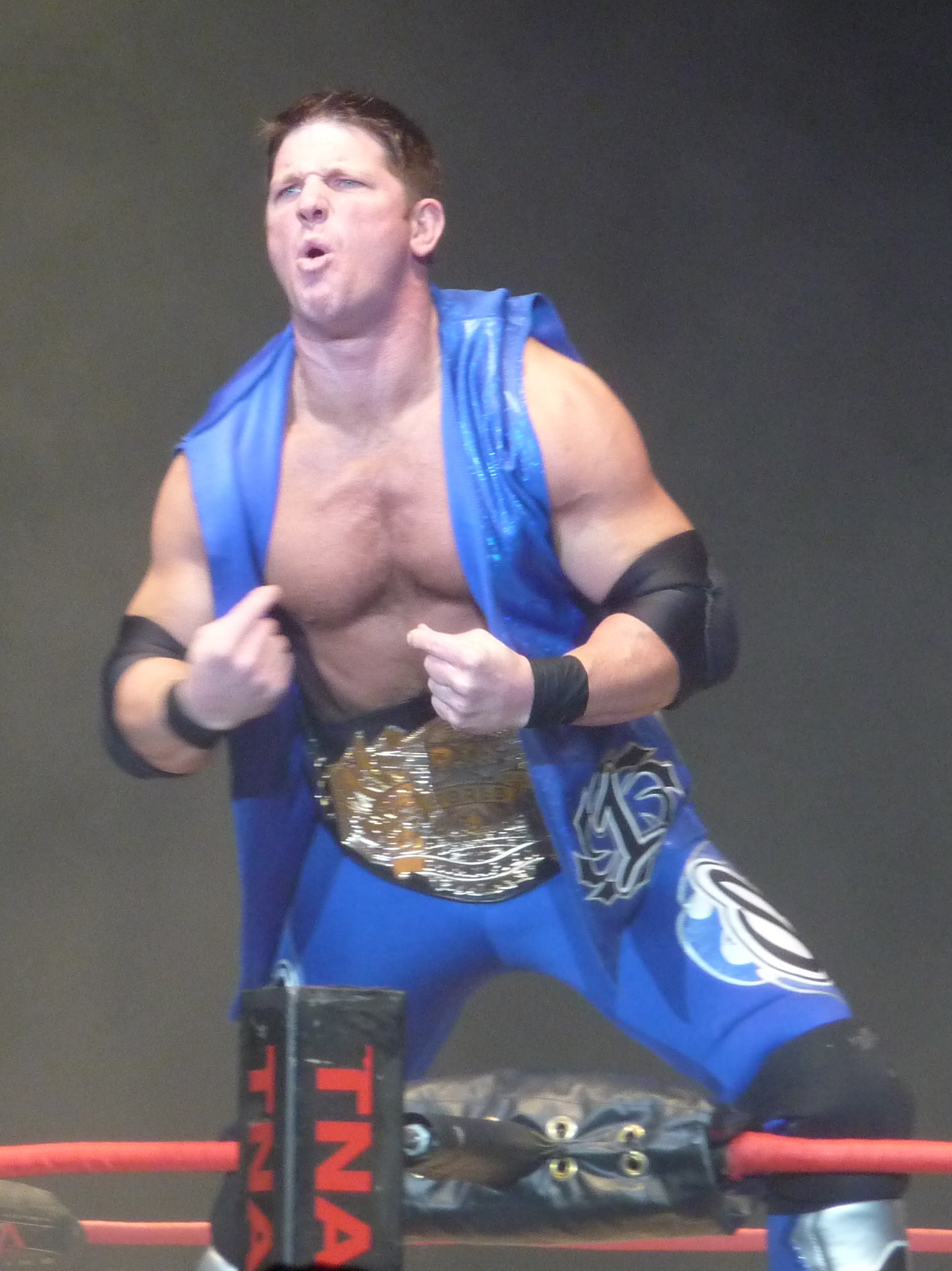
AJ Styles jako TNA World Heavyweight Champion w 2010.

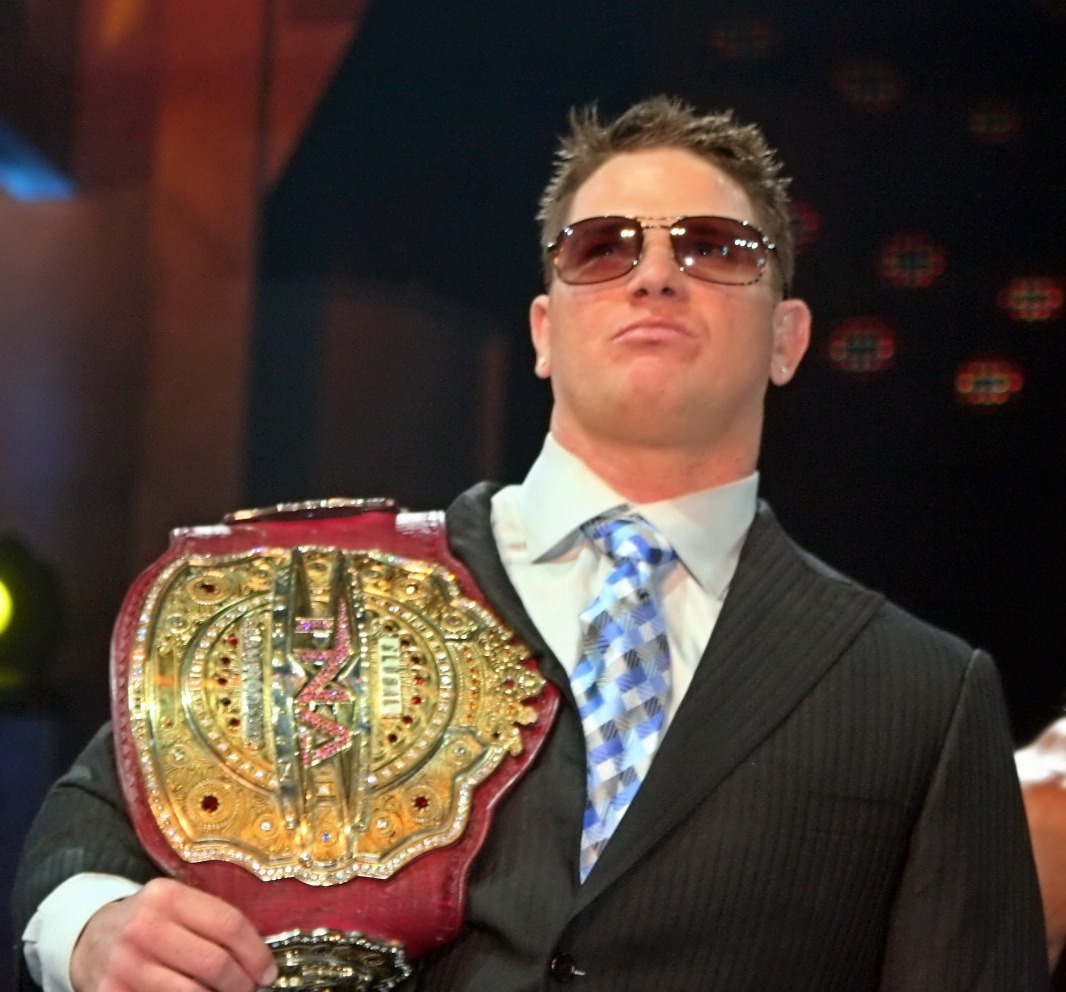
Styles z pasem TNA Television Championship.

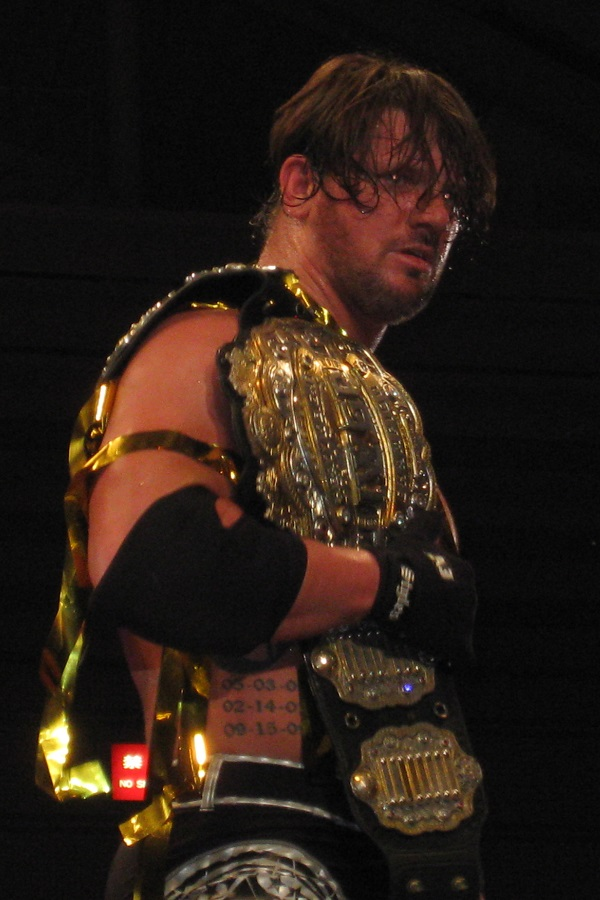
Styles jako posiadacz IWGP Heavyweight Championship.

  - AAW Heavyweight Championship (1 raz)[233]

- Ballpark Brawl
  - Natural Heavyweight Championship (3 razy)[234]

- Christian Wrestling Federation/Entertainment
  - CWF/E Heavyweight Championship (1 raz)[235]

- Family Wrestling Entertainment
  - FWE Heavyweight Championship (1 raz)[235]

- Independent Professional Wrestling (Florida)
  - IPW Heavyweight Championship (4 razy)[236]

- Independent Wrestling Association Mid-South
  - IWA Mid-South Heavyweight Championship (1 raz)[235]
  - Ted Petty Invitational (2004)

- International Wrestling Cartel
  - IWC Super Indies Championship (4 razy)[237]

- Independent Wrestling Revolution
  - IWR King of The Indies Championship (1 raz)[238]

- Maximum Pro Wrestling
  - Max-Pro Cruiserweight Championship (1 raz)[14]

- Midwest Pro Wrestling
  - MPW Universal Heavyweight Championship (1 raz)[233]

- New Japan Pro-Wrestling
  - IWGP Heavyweight Championship (2 razy)[235]

- New Korea Pro Wrestling Association
  - NKPWA Junior Heavyweight Championship (1 raz)[233]

- NWA Wildside
  - NWA Wildside Heavyweight Championship (1 raz)[235]
  - NWA Wildside Television Championship (3 razy)[235]

- Pennsylvania Premiere Wrestling
  - PPW Tag Team Championship (1 raz) – z Tommym Suede[235]

- Pro Wrestling Guerrilla
  - PWG Championship (1 raz)[235]

- Pro Wrestling Illustrated
  - Tag Team of the Year (2006) z Christopherem Danielsem[239]
  - PWI umieściło go na 1. miejscu rankingu wrestlerów PWI 500 w 2010[240]

- Revolution Pro Wrestling
  - RPW British Heavyweight Championship (1 raz)[235]

- Ring of Honor
  - ROH Pure Championship (1 raz)[235]
  - ROH World Tag Team Championship (1 raz) – z Amazing Redem[235]

- Total Nonstop Action Wrestling
  - NWA World Heavyweight Championship (3 razy)[235]
  - NWA World Tag Team Championship (4 razy) – z Jerrym Lynnem (1), Abyssem (1), i Christopherem Danielsem (2)[235]
  - TNA Legends/Global/Television Championship (2 razy)[235]
  - TNA World Heavyweight Championship (2 razy)[235]
  - TNA World Tag Team Championship (2 razy) – z Tomko (1) i Kurtem Anglem (1)[235]
  - TNA X Division Championship (6 razy)[235]
  - Bound For Glory Series (2013)
  - Gauntlet for the Gold (2007) – z Tomko
  - TNA Triple Crown Championship (5 razy)
  - TNA Grand Slam Championship (2 razy)
  - Feud of the Year (2005) vs. Christopher Daniels[241]
  - Finisher of the Year (2003) Styles Clash[242]
  - Match of the Year (2006) z Christopherem Danielsem vs. Homicide i Hernandez na No Surrender, 24 września 2006[243]
  - Match of the Year (2009) vs. Sting na Bound for Glory, 18 października 2009[244]
  - Mr. TNA (2003–2005)[14]
  - Tag Team of the Year (2006) z Christopherem Danielsem[243]

- World Wrestling All-Stars
  - WWA International Cruiserweight Championship (1 raz)[235]

- Wrestling Observer Newsletter
  - 5 Star Match (2005) vs. Samoa Joe i Christopher Daniels na Unbreakable, 11 września 2005[245]
  - Best Flying Wrestler (2005)[246]
  - Best Wrestling Maneuver (2003, 2015) Styles Clash[246]
  - Most Outstanding Wrestler (2014, 2015)[246]
  - Pro Wrestling Match of the Year (2014) vs. Minoru Suzuki, 1 sierpnia 2014[246]
  - Worst Worked Match of the Year (2006) TNA Reverse Battle Royal na Impact![246]
  - Wrestler of the Year (2015)[246]

- WWE
  - WWE (World) Championship (2 razy, obecnie)[235]
  - WWE United States Championship (2 razy)